# Danka Podovac
Danka Podovac (* 2. Juli 1982) ist eine serbische Fußballnationalspielerin.

## Karriere
2004 und 2005 spielte sie mit dem ŽFK Mašinac PZP Niš im UEFA Women’s Cup. 2006 verließ Podovac Serbien und wechselte nach Island. Sie schloss sich im Frühjahr 2006 Keflavík ÍF, wo Podovac in zwei Jahren 17 Tore in 44 Spielen erzielte. Im Frühjahr 2008 ging sie zum Ligarivalen Fylkir Reykjavík und erzielte in der Saison 2009, 13 Tore in 17 Spielen. Ein Jahr später schloss Podovac sich Þór Akureyri an und erzielte in 13 Spielen 9 Tore, bevor sie sich 2011 ÍBV Vestmannaeyjar anschloss. Sie spielte in der Winterpause der Pepsideild 2011 auf Leihbasis, für ŽFK Crvena Zvezda. In zwei Jahren für Vestmannaeyjar erzielte 25 Tore in 36 Spielen und wurde in der Saison 2012 Vizemeister der Pepsideild. Anfang 2013 ging sie dann letztendlich zum UMF Stjarnan.

### International
Podovac vertritt seit 2006 international die Serbische Fußballnationalmannschaft der Frauen, nachdem sie bereits zuvor für die Serbisch-montenegrinische Fußballnationalmannschaft der Frauen auflief.